# The Ocean Full of Bowling Balls

The Ocean Full of Bowling Balls est une nouvelle de l'écrivain américain J. D. Salinger jamais publiée à ce jour. Elle raconte le décès de Kenneth Caulfield, qui prendra plus tard, dans L'Attrape-cœurs du même auteur, le nom de Allie.
La particularité de cette œuvre est qu'un unique exemplaire du manuscrit est détenu par la bibliothèque de l'université de Princeton, dans l'État du New Jersey, aux États-Unis. Ceux qui souhaitent le lire doivent fournir deux pièces d'identité à la bibliothèque, et sont surveillés durant la lecture qui se fait dans une salle réservée à cet effet. Conformément aux volontés de l'écrivain qui s'est opposé à toute publication du manuscrit, la nouvelle ne pourra être publiée que cinquante années après sa mort, soit le 27 janvier 2060. Cependant elle fuite sur internet en novembre 2013.

## Source
- (en) Cet article est partiellement ou en totalité issu de l’article de Wikipédia en anglais intitulé « The Ocean Full of Bowling Balls » (voir la liste des auteurs).